# Maladera raptiensis
Maladera raptiensis är en skalbaggsart som beskrevs av Ahrens 2004. Maladera raptiensis ingår i släktet Maladera och familjen Melolonthidae. Inga underarter finns listade i Catalogue of Life.